# 船木勝一
船木 勝一（ふなき しょういち、1968年8月24日 - ）は、日本の男性プロレスラー。東京都葛飾区出身。血液型A型。リングネームはFUNAKI（フナキ）。アメリカ合衆国テキサス州サンアントニオ在住。

## 経歴
大学卒業後、アニマル浜口トレーニングジムでインストラクターを務めていた。その後、新日本プロレスに入門したが怪我により退団。アニマル浜口トレーニングジムでコーチを務めていた。
1993年、プロフェッショナルレスリング藤原組に入門。12月5日、プロフェッショナルレスリング藤原組後楽園ホール大会で船木 勝一（ふなき しょういち）として対カール・グレコ戦でデビュー。
1994年10月、新日本プロレスで開催された「SUPER Jr. TAG LEAGUE」に石川雄規とタッグを組んで出場。メジャー団体の選手達の厳しい洗礼により、試合終了後に控室で口から泡を吹き失神すると云うアクシデントに遭遇。
1995年11月19日、プロフェッショナルレスリング藤原組を退団。12月、石川らと共に格闘探偵団バトラーツを設立。
1995年12月13日、みちのくプロレスでTAKAみちのくとタッグチーム「夢狩人」を結成。
1996年6月14日、TAKAと共にルード軍「海援隊☆DX」に加入。
1997年、みちのくプロレスに移籍。
1998年1月、みちのくプロレスを退団。3月、WWF（現：WWE）と契約を結んでリングネームはショー・フナキに改名。同年、リングネームをフナキに改名。また、TAKAみちのくとのタッグチーム「カイエンタイ」では、英語でマイクアピールが出来ないという欠点を逆手に取り、映画の吹き替えのように「口と声が合っていない」マイクアピールを行い、不思議な人気を獲得。この頃、カイエンタイのTシャツが売り上げNo.1になったこともある。
2002年3月1日、横浜アリーナで開催されたWWFの日本公演の試合に怪我で欠場していたTAKAがセコンドとして登場したのを最後にTAKAがWWFを退団。
WWEではスマックダウンNo.1アナウンサーとしてのキャラクターを確立。前座、中堅どころの要で、基本がしっかりしている上に大技まで使いこなせるので、レスラーからはもちろんのこと、フロントから「確実に仕事の出来る職人レスラー」として絶大な信頼を得ていた（エッジはブランクが空いた際の対戦相手としてよく指名したという）。また、新人に対するレスリング指導に対してもフロントから高い評価を受けていた。また、これらのことの延長として、番組初登場の対戦相手のジョバーも多く務め、受身も上手かったことから、大物レスラーのジョバーも務めたこともある。
こうしたことからWWE在籍期間は13年となり、出入りの激しいWWEにおいて異例の長さとなっていた（実際にスマックダウンではジ・アンダーテイカーに次ぐ古株であった）。
2005年2月5日、さいたまスーパーアリーナ大会前には、スパイク・ダッドリーに勝利してWWEクルーザー級王座を獲得。チャンピオンとして母国への凱旋を果たし、チャボ・ゲレロ相手に防衛も果たした。
2008年、スマックダウンのテレビテーピングのダークマッチでジョバーとのしての役割が多くなる。2月、ハウス・ショーでは鼻骨骨折するが3月に復帰。4月19日、原宿クエストホールで行なわれたレッスルマニアのパブリックビューイングパーティーにトリー・ウィルソンと共に登場して宣伝活動を行った。6月6日、スマックダウンのメインイベントで行われた8人タッグマッチに出場。10月、Rトゥルースの一言がきっかけでリングネームをカン・フー・ナキに改名。スマックダウンのテレビショーで空手衣を着たギミックで登場。
2009年3月、右手に痺れと違和感があり診察の結果、首の椎間板損傷と判明して4月に手術を受けた。その後、リハビリを経て8月からFCWで調整を行った。9月15日、スマックダウンのダークマッチで復帰。
2010年4月23日、WWEからの退団が発表された。退団後はThis Week in WWEでの日本語ナビゲーターとして出演。また、選手としての活動を日本でもするようになる。5月5日、プロレスリングZERO1後楽園ホール大会でリングネームをFUNAKI（フナキ）に改名して参戦。8月、WWEと再契約してアジアと太平洋地区のタレントスカウトコンサルタントとロードエージェントに就任（選手としての契約では無いので国内外の試合参戦することは可能）。11月、サンアントニオのインディー団体「RCW（River City Wrestling）」の配下でプロレスラー養成道場「FU DOJO（エフ・ユー・ドージョー）」を設立。
2011年3月31日、SMASHに初参戦。6月9日、SMASH王座決定トーナメントに参戦し、同じ元アニマル浜口トレーニングジム門下で元WWEのTAJIRIと対戦して敗れた。12月1日、WWEで開催された「WWE presents RAW World Tour」2日目のベス・フェニックス対ケリー・ケリー戦のスペシャルレフェリーとして登場。歓声を浴びたが試合終了後、リングに残っていたところをザ・ミズに襲撃された。
2012年1月、FU DOJOの道場名をFUNAKI DOJO（フナキ・ドージョー）に改称。
2014年7月、WWEと契約したKENTAにルネ・ヤングがインタビューした際に通訳として登場。
2016年、中邑真輔やWWEクルーザー級クラシックに出場した戸澤陽の通訳として登場。

## 得意技
スイングDDT（旧：ライジングサン）
フェイスクラッシャー
ショーンキャプチャー

## タイトル歴
UWA
- UWA世界ミドル級王座（第31代）

TWA
- TWAヘビー級王座 : 1回

WWE
- WWEクルーザー級王座（第69代）
- WWEハードコア王座（第20代）

## 入場曲
- 初代 : KAIENTAI
- 2代目 : Kung Fu San

## エピソード
- TAKAみちのくとのタッグチーム「KAIENTAI」時代に口パクのマイクパフォーマンスに英語の吹き替えが当てられるギミックが与えられたがフナキの台詞は「Indeed（さよう）」のみであった。
- ジョン・シナと公私で仲が良い。シナのフィギュアが発売される際にシナがメーカーに頼んでフナキのフィギュアの発売を依頼したこともある。また、エッジとは同期（ややフナキが先）で、こちらも大変仲が良く、試合運びの巧みさも認められていたことからエッジの復帰戦にエッジ自ら対戦相手として指名するほど絶大な信頼を受けている。
- WWEの許可を得て、みちのくプロレスやKAIENTAI DOJOに顔を出すが権利の関係で放送できない。
- 現在はショーン・マイケルズらも住んでいるアメリカ合衆国テキサス州サンアントニオに住居を構えている。住居をそこに構えた理由としては「昔から大ファンのマイケルズの近所に住みたいと思っていたから」と週刊プロレスのインタビューで語っている。また、近所ということもあり、マイケルズの40歳の誕生日パーティに招待されて牧場を借り切ったスケールの大きさに驚いたという。
- 日本で活動していた頃には度々試合で使用していたオリジナル技「ショーンキャプチャー」を渡米後には封印しており、試合の流れで使ったとしても技名は「レッグロック」と極めてポピュラーなものにしている。理由は「元々『勝一』の名前を格好良く捩って『ショーン』と名付けたんだけどアメリカじゃショーンと言ったらショーン・マイケルズだから」とマイケルズに敬意を表す意味で使用していないとの理由である。
- 大物選手しか招かれないと言われたトリプルHとステファニー・マクマホンの結婚披露宴に招かれている。
- 「趣味は日焼け」と公言するほど肌をよく焼いている。元は黄色人種的な肌色だったが現在は褐色のボディとなっている。
- TAKAによるとWWEに入団してからはWWEに溶け込むべく、所属選手だけでなくスタッフとも積極的にコミュニケーションを取っていたことで（スタッフ一人一人の名前まで憶えていたという）バックステージでは人気があったとのこと。このことからヨシタツはWWEのスタッフに入団時は「フナキのような信頼される人間になれ」とアドバイスされている。